# Pavoclinus litorafontis
Pavoclinus litorafontis är en fiskart som beskrevs av Penrith, 1965. Pavoclinus litorafontis ingår i släktet Pavoclinus och familjen Clinidae. Inga underarter finns listade i Catalogue of Life.